# Cixius cambricus
Cixius cambricus är en insektsart som beskrevs av William Edward China 1935. Cixius cambricus ingår i släktet Cixius, och familjen kilstritar. Enligt den finländska rödlistan är arten starkt hotad i Finland. Arten har ej påträffats i Sverige. Artens livsmiljö är sandstränder vid Östersjön.